# Midichloria
Midichloria es un género de bacteria gramnegativa, con forma de bacilo,miden alrededor de 0.45 µm de diámetro y 1.2 µm de longitud. En un principio fue nombrado provisionalmente como IricES1 en 2004. Las especies dentro del género Midichloria son simbiontes con la garrapata común, habitando dentro de las células del ovario de las garrapatas hembra. Se han observado estas bacterias en las mitocondrias de las células anfitrionas, un rasgo que nunca se ha visto en ninguna otra relación simbionte entre diferentes especies.
Las bacterias del género Midichloria, parecen consumir las mitocondrias de las células hospedadoras, posiblemente utilizándolas como fuente de energía y/o moléculas para su multiplicación. La relación simbiótica con el anfitrión es actualmente desconocido, aunque debido a la presencia de las bacterias en el 100% de las garrapatas hembra, se sugiere que ocurre una relación mutualista entre las dos especies y no una relación simplemente parasitaria.

## Especies
Sólo una especie, la Midichloria mitochondrii, se ha descrito en este género. Sin embargo, exploraciones moleculares, han detectado la presencia de bacterias relacionadas en otras especies de garrapatas, así como en otros artrópodos que se alimentan de sangre, sugiriendo la posibilidad de que estas bacterias se transmitan mediantetransmisión horizontal.
A esta especie se le dio su propia familia, la Midichloriaceae, en el género Rickettsiales. Algunas especies poco estudiadas que podrían pertenecer a esta familia son la Nicolleia massiliensis y la no clasificada cepa Montezuma.

## Nombre
El nombre de este género bacterial, Midichloria, está inspirado en los midiclorianos, unas criaturas simbióticas y microscópicas del universo de StarWars, inspirados en las mitocondrias, que habitan en todas las criaturas vivientes y confieren los poderes de la Fuerza.

## Genoma
El genoma de M. mitochondrii ha sido secuenciado por un consorcio científico internacional formado por investigadores de las universidades de Milán, Sídney,Valencia, Pavia, y Milán-Bicocca.
El genoma es de 1.2 Mb, y  es en muchos rasgos, muy similar al genoma del otras especies del orden Rickettsiales; a excepción de que el genoma de M. mitochondrii contiene conjuntos de genes para la síntesis de flagelos y de la enzima citocromo c oxidasa.

## Midichloriay el origen de las mitocondrias
Se cree que el orden de bacterias Rickettsiales está estrechamente relacionado con las mitocondrias. Basándose en los genes de Midichlorian para sintetizar flagelos y la enzima citocromo c oxidasa, que podrían haber estado presentes en las bacterias que entraron en simbiosis con los ancestros de las células eucariotas y se convirtieron en las mitocondrias.
Secuenciando el genoma de M. mitochondrii permitió obtener una mejor reconstrucción del hipotético antepasado de las mitocondrias que vivía de forma libre y era capaz de sobrevivir en condiciones microaeróbicas. Estas dos características pudieron haber jugado una función muy importante para la creación de la relación simbiótica entre la célula eucariota y la mitocondria.